# Семюел Окуново
Семюел Окуново (англ. Samuel Okunowo, нар. 1 березня 1979, Ібадан) — колишній нігерійський футболіст, що грав на позиції захисника.
Насамперед відомий виступами за «Барселону» та «Бенфіку», а також національну збірну Нігерії.

## Клубна кар'єра
Почав займатися футболом в невеликому клубі «Ехіде». У 1996 році приєднався до клубу «Шутінг Старз», у віці 17 років дебютував в нігерійський Прем'єр-лізі. Він був одним з найкращих захисників в команді.
У листопаді 1997 року перейшов в «Барселону», яка заплатила за футболіста 50 000 доларів. Незабаром після цього, отримав м'язову травму і лікувався протягом трьох місяців. Влітку 1998 року був включений до першої команди «Барси», за яку протягом наступного сезону провів 14 матчів в Ла Лізі.
Влітку 1999 року був відданий на сезон в оренду португальському клубу «Бенфіка». Під час сезону 2000/01 зазнав травму коліна, але через короткий час повернувся в гру.
Влітку 2001 року відправився в оренду в клуб з Сегунди, «Бадахос» який зайняв 12 місце.
У червні 2002 року у Семюела закінчився контракт з «Барселоною». Тоді він підписав контракт з грецьким «Іонікосом», але через травму коліна не зміг заграти в команді.
У липні 2003 року підписав дворічний контракт з бухарестським «Динамо». Зіграв всього два матчі. Влітку 2004 року перейшов в албанський клуб «Тирана». Сезон 2005/06 провів у «Металурзі» з Донецька де зіграв два матчі. Сезон 2006/07 провів в оренді в клубі «Сталь» (Алчевськ), на запрошення Тона Каанена.
Пізніше його кар'єра складалася не так вдало він грав за аматорські клуби: «Брюн» з Норвегії та «Віланова-дель-Камі» з Іспанії. З почптку 2009 року виступав за мальдивській клуб «ВБ Спортс Клуб».
У жовтні 2009 року перейшов в англійський клуб «Волтгем Форрест», який виступає в лізі Isthmian League Division One North, яка є восьмою лігою в англійському футболі. Проте навіть тут футболіст не зміг заграти і вже незабаром покинув клуб.
5 січня 2012 року Окуново підписав однорічний контракт з нігерійським клубом «Саншайн Старз», по завершенні якого у 2013 році оголосив про завершення ігрової кар'єри.

## Виступи за збірну
1997 року дебютував в офіційних матчах у складі національної збірної Нігерії.
2000 року у складі олімпійської збірної U-23 брав участь у футбольному турнірі на Літніх Олімпійських іграх 2000 року, на якому нігерійці дійшли до чвертьфіналу, а Семюел зіграв у трьох матчах.
У складі національної збірної був учасником розіграшу Кубка африканських націй 2000 року у Гані та Нігерії, де разом з командою здобув «срібло».
Протягом кар'єри у національній команді, яка тривала чотири роки, провів у формі головної команди країни 8 матчів.

## Титули і досягнення
- Чемпіон Іспанії (1):

«Барселона»: 1998-99
- Чемпіон Румунії (1):

«Динамо» (Бухарест): 2003-04
- Чемпіон Албанії (1):

«Тирана»: 2004-05
- Володар Суперкубка Албанії (1):

«Тирана»: 2005
- Срібний призер Кубка африканських націй: 2000